# 草凪萌
草凪 萌（くさなぎ もえ、10月13日 - ）は、元宝塚歌劇団宙組の娘役。
静岡県浜松市、誠心女子高等学校出身。身長160cm。愛称は「あすみ」、「あっちゃん」。

## 来歴
1998年、宝塚音楽学校入学。
2000年、宝塚歌劇団に86期生として入団。花組公演「源氏物語 あさきゆめみし／ザ・ビューティーズ!」で初舞台。組まわりを経て宙組に配属。
2003年の「里見八犬伝」（バウホール・日本青年館公演）で、バウホール・東上公演初ヒロイン。
2004年3月31日、「BOXMAN」（日本青年館・ドラマシティ公演）千秋楽をもって、宝塚歌劇団を退団。

## 宝塚歌劇団時代の主な舞台

### 初舞台
- 2000年4 - 5月、花組『源氏物語 あさきゆめみし』『ザ・ビューティーズ!』（宝塚大劇場のみ）

### 組まわり
- 2000年5 - 6月、星組『黄金のファラオ』『美麗猫 -ミラキャット-』（宝塚大劇場のみ）

### 宙組時代
- 2000年8 - 12月、『望郷は海を越えて』『ミレニアム・チャレンジャー!』
- 2001年4 - 8月、『ベルサイユのばら2001-フェルゼンとマリー・アントワネット編-』 - 新人公演：王太子（本役：初嶺まよ）
- 2001年11 - 2002年3月、『カステル・ミラージュ』 - 新人公演：ニコラ（本役：天羽珠紀）『ダンシング・スピリット!』
- 2002年4 - 5月、『カステル・ミラージュ』 - ケイト『ダンシング・スピリット!』（全国ツアー）
- 2002年7 - 11月、『鳳凰伝』『ザ・ショー・ストッパー』
- 2003年2 - 6月、『傭兵ピエール -ジャンヌ・ダルクの恋人-』『満天星大夜總会 -THE STAR DUST PARTY-』
- 2003年8月、『里見八犬伝』（バウホール・日本青年館） - 静姫 バウ・東上初ヒロイン[2]
- 2003年10 - 2004年2月、『白昼の稲妻』 - 新人公演：ナタリー（本役：織花なるみ）『テンプテーション! - 誘惑 -』
- 2004年3月、『BOXMAN-俺に破れない金庫などない-』（日本青年館・ドラマシティ） - モニカ 退団公演

### 出演イベント
- 2000年12月、『アデューTAKARAZUKA1000days劇場サヨナライベント』
- 2001年9月、『ベルサイユのばら2001 メモランダム』
- 2002年11月、『アキコ・カンダレッスン発表会』